# NGC 1666
NGC 1666 est une galaxie lenticulaire située dans la constellation de l'Éridan. NGC 1666 a été découverte par l'astronome américain Lewis Swift en 1886.

## Caractéristiques
Sa vitesse par rapport au fond diffus cosmologique est de 2 721 ± 22 km/s, ce qui correspond à une distance de Hubble de 40,1 ± 2,8 Mpc (∼131 millions d'al).